# クラウディオ・ソウザ・ジ・ジェズス
レレウ（Lelêu）こと、クラウディオ・ソウザ・ジ・ジェズス（ポルトガル語: Claudionor Souza de Jesus、1993年3月5日 - ）は、ブラジル・リオデジャネイロ出身のプロサッカー選手。ポジションはMF。

## 来歴
CRヴァスコ・ダ・ガマの下部組織を経て、アトレチコ・ミネイロでプロキャリアをスタート。
2012年、パイサンドゥSCに期限付き移籍したが、同年中にアトレチコ・ミネイロに復帰した。その後もクルーベ・ナウチコ・カピバリベ、マドゥレイラEC、ボアECへの期限付き移籍を繰り返した。
2018年12月28日、湘南ベルマーレに完全移籍。2019年7月19日、水戸ホーリーホックに期限付き移籍。
2020年10月15日、FC岐阜に加入した。2021年10月21日、契約解除が発表された。

## 所属クラブ
ユースチーム経歴
- 2002年 - 2008年  CRヴァスコ・ダ・ガマ
- 2008年 - 2012年  アトレチコ・ミネイロ

トップチーム経歴
- 2011年 - 2018年  アトレチコ・ミネイロ
  - 2012年  パイサンドゥSC（期限付き移籍）
  - 2014年  クルーベ・ナウチコ・カピバリベ（期限付き移籍）
  - 2015年  パイサンドゥSC（期限付き移籍）
  - 2015年  マドゥレイラEC（期限付き移籍）
  - 2016年  ボアEC（期限付き移籍）
  - 2017年  ボアEC（期限付き移籍）
- 2019年  湘南ベルマーレ
  - 2019年7月 - 12月  水戸ホーリーホック（期限付き移籍）
- 2020年10月 - 2021年10月  FC岐阜
- 2022年  ADRCイカザ
- 2023年 -  CAカタリネンセ（英語版）

## Jリーグでの個人成績
| 国内大会個人成績 | 国内大会個人成績 | 国内大会個人成績 | 国内大会個人成績 | 国内大会個人成績 | 国内大会個人成績 | 国内大会個人成績 | 国内大会個人成績 | 国内大会個人成績 | 国内大会個人成績 | 国内大会個人成績 | 国内大会個人成績 |
| 年度             | クラブ           | 背番号           | リーグ           | リーグ戦         | リーグ戦         | リーグ杯         | リーグ杯         | オープン杯       | オープン杯       | 期間通算         | 期間通算         |
| 年度             | クラブ           | 背番号           | リーグ           | 出場             | 得点             | 出場             | 得点             | 出場             | 得点             | 出場             | 得点             |
| 日本             | 日本             | 日本             | 日本             | リーグ戦         | リーグ戦         | リーグ杯         | リーグ杯         | 天皇杯           | 天皇杯           | 期間通算         | 期間通算         |
| ---------------- | ---------------- | ---------------- | ---------------- | ---------------- | ---------------- | ---------------- | ---------------- | ---------------- | ---------------- | ---------------- | ---------------- |
| 2019             | 湘南             | 22               | J1               | 2                | 0                | 3                | 2                | 0                | 0                | 5                | 2                |
| 2019             | 水戸             | 30               | J2               | 2                | 0                | -                | -                | 1                | 0                | 3                | 0                |
| 2020             | 岐阜             | 35               | J3               | 11               | 1                | -                | -                | -                | -                | 11               | 1                |
| 2021             | 岐阜             | 11               | J3               | 8                | 0                | -                | -                | 1                | 0                | 9                | 0                |
| 通算             | 日本             | 日本             | J1               | 2                | 0                | 3                | 2                | 0                | 0                | 5                | 2                |
| 通算             | 日本             | 日本             | J2               | 2                | 0                | -                | -                | 1                | 0                | 3                | 0                |
| 通算             | 日本             | 日本             | J3               | 19               | 1                | -                | -                | 1                | 0                | 20               | 1                |
| 総通算           | 総通算           | 総通算           | 総通算           | 23               | 1                | 3                | 2                | 2                | 0                | 28               | 3                |

## タイトル
アトレチコ・ミネイロ
- カンピオナート・ミネイロ: 2013
- コパ・リベルタドーレス: 2013